# Двигатель Nissan MA
Nissan MA — рядный четырёхцилиндровый бензиновый двигатель внутреннего сгорания, представленный компанией Nissan в 1982 году на Nissan Micra/March K10. Он имеет общее конструктивное сходство с двигателем E с 8-клапанной полусферической головкой блока цилиндров, но отличается тем, что в нём используется алюминиевый блок цилиндров. Необычно то, что заданный момент опережения зажигания для MA10, работающего на бензине с октановым числом 90, был на 2 градуса ниже верхней точки, что отражает очень высокую скорость пламени в компактных камерах сгорания.

## MA09ERT
- Объём: 0,9 л (930 см3)
- Диаметр цилиндра: 66 мм
- Ход поршня: 68 мм

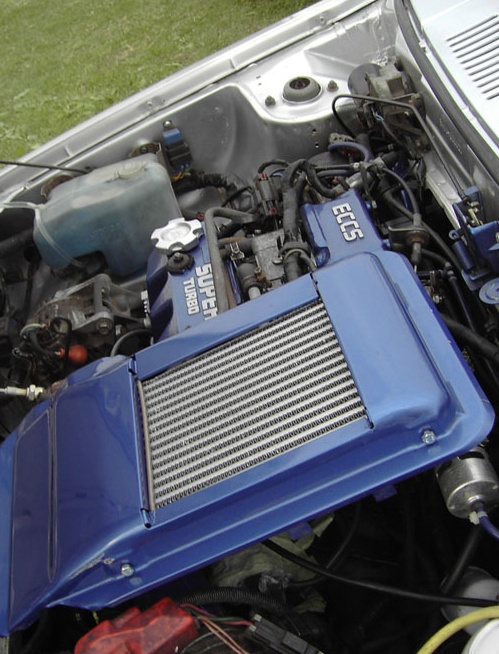
MA09ERT

- Мощность: 81 кВт (108 л. с.) при 6500 об/мин
- Крутящий момент: 130 Н·м при 5200 об/мин
- Степень сжатия: 7,7:1
- Масса: 111 кг
- Длина: 705 мм
- Ширина: 575 мм
- Высота: 680 мм
- Удельный расход топлива: 255 г при 1200 об/мин

## MA10S
- Объём: 1,0 л (987 см3)

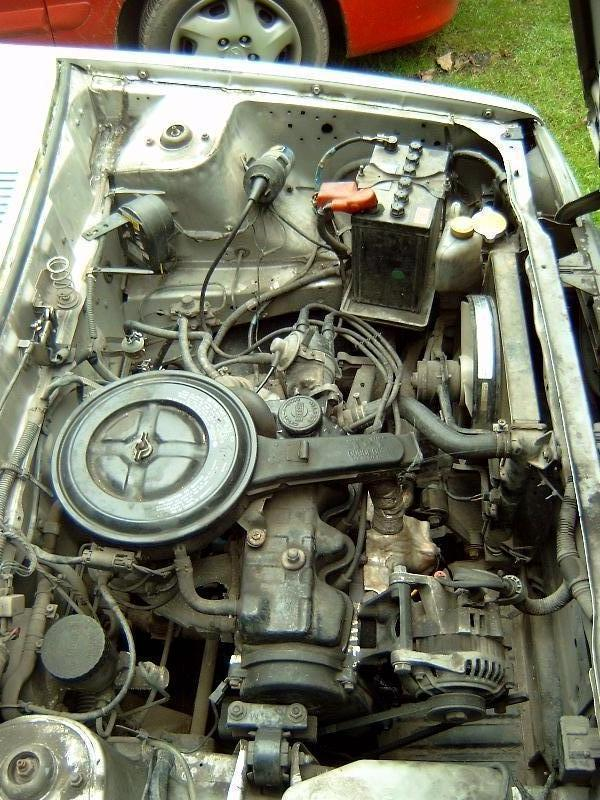
MA10S

- Диаметр цилиндра × ход поршня: 68 мм
- Степень сжатия: 9,5:1
- Мощность: 38 кВт (51 л. с.) при 6000 об/мин
- Крутящий момент: 75 Н·м при 3600 об/мин

## MA10E
- Объём: 1,0 л (987 см3)
- Мощность: 51 кВт (69 л. с.) при 5600 об/мин

## MA10ET
- Объём: 1,0 л (987 см3)

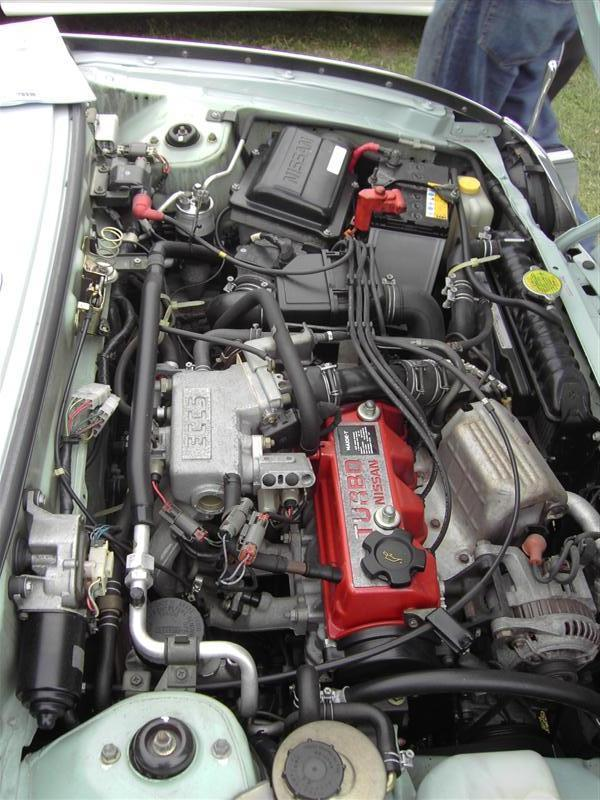
MA10ET

- Диаметр цилиндра × ход поршня: 68 мм
- Мощность: 63 кВт (84 л. с.) при 6000 об/мин
- Крутящий момент: 118 Н⋅м при 4400 об/мин

## MA12S
- Объём: 1,2 л (1235 см3)
- Диаметр цилиндра: 71 мм
- Ход поршня: 78 мм

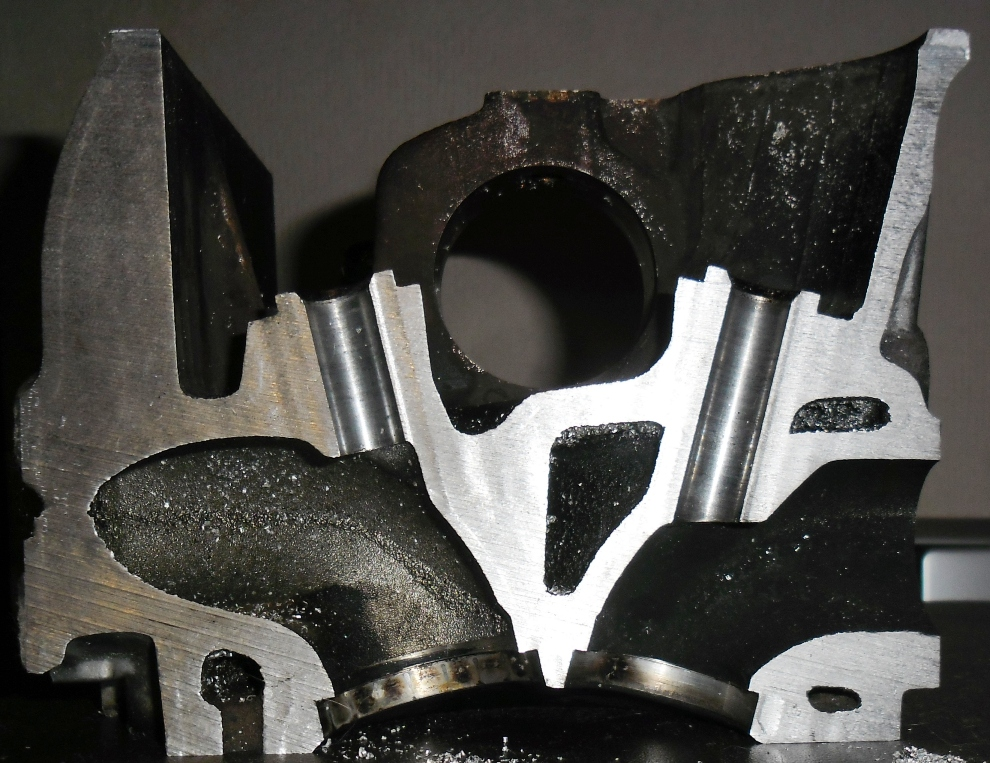
MA12S

- Мощность: 44 кВт (59 л. с.) при 5600 об/мин
- Крутящий момент: 94 Н⋅м при 3600 об/мин
- Степень сжатия: 9,0:1